# Crocidura pitmani
Crocidura pitmani — вид ссавців родини Soricidae. Це ендемік Замбії.